# فينتانيل
الفينتانيل (بالإنجليزية: Fentanyl)‏ (المعروف أيضًا باسم fentanil) والأسماء التجارية Sublimaze،  Actiq، Durogesic، Duragesic، Fentora، Onsolis، Instanyl، Abstral، وغيرها) هو من مسكنات المخدرات الاصطناعية الفعالة مع بداية سريعة ومدة قصيرة من العمل. وهو ناهض قوي على مستقبلات μ - الأفيونية. وتاريخيا، قد تم استخدامه لعلاج الألم المزمن ويستخدم عادة في مرحلة ما قبل الإجراءات الجراحيه بمثابة مسكن للآلام وكمخدر في توليفة مع البنزوديازيبين.
يعتبر الفينتانيل أقوى بـ 80 إلى 100 مرة من المورفين وبشكل تقريبي هو أقوى بـ 40 إلى 50 مرة من الهيروين المستخدم بشكل طبي (النقي 100%) 
صنع فينتانيل أول مرة من قبل باول جانسين في عام 1960. بعد الاكتشاف الطبي للبيثيدين في السنوات السابقة. طورت جانسين الفينتانيل عن طريق معايرة نظائر للدواء بيثيدين ذي البنية الكيميائية القريبة للفينتانيل بحثا عن الفاعلية الأفيونية.
الاستخدام الواسع للفينتانيل أدى إلى إنتاج الفينتانيل سيترات (ملح يشكل بدمج سيتريك أسيد مع الفينتانيل بنسبة 1:1). والذي دخل الممارسة السريرية كمخدر عام تحت الاسم التجاري سوبليماز (sublimaze) في الستينيات. بعد ذلك تم إنتاج وتطوير مشابهات للفينتانيل وتم طرحها للممارسة الطبية بأسماء تجارية مختلفة مثل سوفينتانيل، ألفينتانيل وريميفينتانيل ولوفنتانيل.
في منتصف التسعينيات طرح فينتانيل بشكل واسع للرعاية التلطيفية من خلال إصدار رقعة Duragesic. في العقد التالي طرح أول دواء سريع التأثير يصرف بوصفة طبية من الفينتانيل للاستخدام الشخصي: حبوب المص Actiq والأقراص الشدقية Fentora . عام 2012 وعبر طريقة التوصيل بطريق الأدمة كان الفينتانيل أكثر المواد الصناعية الأفيونية استخداماً في الممارسة السريرية  مع عدة طرق حديثة لإعطاء الدواء مثل البخاخ تحت اللسان لمرضى السرطان  في عام 2013 استخدم 1700 كيلوغرام من الفينتانيل حول العالم.
يستخدم الفينتانيل والأفيونات الأخرى تحت تعليمات صارمة، إذ سجلت الوفيات بسبب كلا الاستخدامين الطبي غير المناسب والاستخدام غير الطبي الترفيهي.

## الاستخدامات الطبية
يستخدم الفينتانيل بشكل وريدي للتسكين والتخدير. خلال التخدير يستخدم مع عامل منوم مثل بروبوفول (propofol).
ويستخدم الفينتانيل أيضاً على شكل محلول مع مخدر موضعي للإعطاء في الجهاز العصبي المركزي (في الجافية أو داخل القراب/ نخاعيا).
وهو يؤخذ مع البنزوديازيبينات مثل ميدازولام كمنوم لعمليات التنظير وقسطرة القلب والجراحة الفموية ويستخدم أيضاً لمعالجة الألم المزمن مثل آلام السرطان.
وعند الأطفال يستخدم الفينتانيل الأنفي لمعالجة الآلام المتوسطة والشديدة ويحتمل بشكل جيد.
اللطخات (اللصقات):

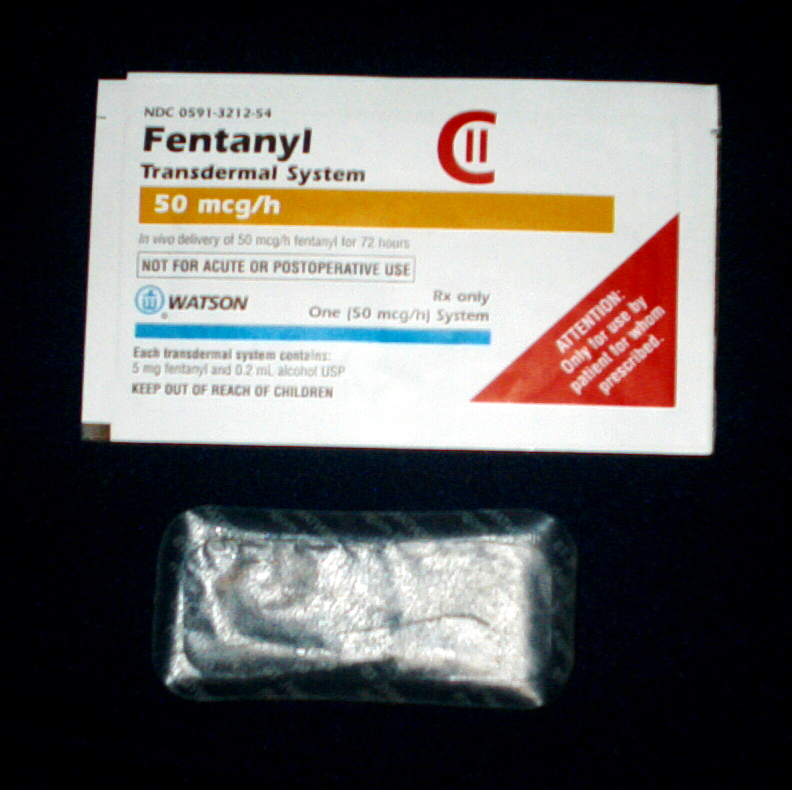
Fentanyl Transdermal System patch (50 µg/h).

توضع لصقات الفينتانيل (Durogesic/Duragesic/Matrifen) عبر الأدمة لمعالجة الآلام المزمنة حيث تقوم هذه اللزقات بإفراز الدواء بشكل بطيء من خلال الجلد إلى مجرى الدم لمدة تتراوح ما بين 48-72 ساعة لمعالجة الألم لفترات طويلة. وتعتمد الجرعة على حجم اللصقة. بشكل عام الامتصاص من خلال الجلد ثابت مع ثبات درجة حرارة الجلد.
حيث يعتمد معدل الامتصاص على عدة عوامل مثل: درجة حرارة الجسم، نوع الجلد وكمية الدهون في الجسم إضافةً إلى مكان وضع اللصقة الجلدية.
إن معدل امتصاص الدواء في الجسم يعتمد على طريقة إعطاء الدواء والشركة المصنعة له مما يظهر اختلافات فردية. تحت شروط دوران الدم الطبيعي، اللزقات تعطي التأثير الكلي خلال 12- 24 ساعة ولهذا فإن لصقات الفينتانيل تعطى إلى جانب أفيونات سريعة المفعول مثل المورفين والأكسيكودون وذلك للتحكم بالألم.
في العلاج التسكيني «المخفف للأعراض» هناك دور مؤكد لـ لصقات الفينتانيل عبر الأدمة ولكن هذا الدور يعد محدداً لـ:
1.الأشخاص الذين يستخدمون أنواعاً أخرى من الأفيونات بصورة ثابتة والذين يعانون من مشاكل دائمة في البلع وغير قادرين على تحمل طرق الحقن الأخرى مثل الحقن تحت الجلد.
2.الأشخاص الذين يعانون من فشل كلوي متوسط أو حاد.
3.الأعراض الجانبية للمورفين الفموي أو الهيدرومورفون أو الأوكسيكودون.
أقراص المص:
حبوب مص الفينتانيل (Actiq) هو شكل صيدلاني صلب على شكل «مصاصة» من الفينتانيل سيترات والتي تذاب ببطئ في الفم لتمتص عبر الأغشية المخاطية.
حبات المص معدة للأشخاص القادرين على تحمل مشتقات الأفيون وهي فعالة في معالجة آلام السرطان. وتستخدم أيضاً لمعالجة آلام المرضى الناتجة عن الأمراض غير الأورام الخبيثة مع وجود بعض الجدل على استخدامها في تلك الحالات.
الوحدة هي قرص للمص بنكهة العليق على عود لمسحه على الأنسجة المخاطية بداخل الفم (داخل الخد وعلى اللسان وتحته وعلى اللثة) لتحرير الفينتانيل بشكل سريع من المصاصة إلى الدورة الدموية. المدة الأكثر فعالية لاستهلاك الحبوب المص هي 15 دقيقة حيث أن 25% من الدواء يتم امتصاصه عبر الأغشية المخاطية للفم خلال هذه المدة مما يؤدي إلى تأثير سريع البداية والباقي "75%" يتم ابتلاعه وامتصاصه في الأمعاء الدقيقة مما يعطي تأثير أبطأ. تنخفض فعالية وسرعة امتصاص حبوب المص في حال تم بلعها كما هي بدلاً من انتظارها لتذوب تدريجياً في الفم. بالرغم من أن للفينتانيل امتصاصية جيدة عبر الجهاز الهضمي إلا أن له أيض عبور أولي عال مما يؤدي إلى انخفاض التوافر الحيوي إلى 33% مقارنة ب50% عند الاستخدام بصورة صحيحة (25% عبر أغشية الفم المخاطية و25% عبر القناة الهظمية)
على أية حال فإن أغلب الناس يستغرقون 10-15 دقيقة لاستهلاك كامل حبة المص. وأصحاب الفم الجاف لا يستطيعون استخدام هذه الطريقة. بالإضافة إلى هذا فإن الأخصائي من الفريق الطبي لا يستطيع تحديد الكمية من قرص المص التي استخدمها المريض بشكل دقيق مما يجعل تقارير الدواء غير مؤكدة.

## متفرقات
يتوفر طيف واسع من الأشكال الصيدلانية للفينتانيل منها:
حبوب فموية، لصقات، بخاخ أنفي، المنشاق ولصقات عبر الأدمة الفعالة (بالحرارة أو الكهرباء).بعض الأشكال الصيدلانية كالبخاخات الأنفية والمنشاق قد تؤدي إلى استجابة سريعة. ولكن بداية الفاعلية السريعة بكميات عالية في الدم قد يقلل من الأمان. كما أن ارتفاع تكلفة هذه الأشكال قد يؤدي إلى تقليل التكلفة- الفاعلية. ومن غير الواضح إذا ما كان الفينتانيل المعطى للأطفال عبر الأنف أكثر فاعلية أو مساو للفاعلية مقارنة بالمورفين.
في بعض الأحيان يعطى الفينتانيل داخل القراب كجزء من التخدير النخاعي أو فوق الجافية كجزء من التخدير أو التسكين فوق الجافي. بسبب ارتفاع ذائبية الفينتانيل في الدهون فإن تأثيره يعد أكثر محلية (موضعية) من المورفين وبعض أخصائيي العلاج السريري يفضلون استخدام المورفين للحصول على توزيع أبعد للتسكين.

## الاستعمال البيطري
يستخدم الفينتالين بشكله القابل للحقن في تسكين الألم وكمكون في المهدئ المتوازن وكمخدر عام للحيوانات الصغيرة المريضة. فاعليته ومدة فاعليته القصيرة يجعل منه مفيدا بشكل خاص للمرضى ذوي الحالة الحرجة. وبشكل عام فإنه يسبب الغثيان والارتجاع المريئي بصورة أقل من باقي الأفيونات الخالصة (المورفين والهايدرومورفون) عند إعطاءه في محلول تسريبي بعد العمليات الجراحية. كما في الأفيونات النقية الأخرى فإن الفينتانيل قد يكون سببا في الانزعاج لدى القطط والكلاب.
لصقات الفينتانيل عبر الأدمة تستخدم لعدة أعوام للكلاب والقطط للتسكين بعد العمليات الجراحية. وقد تم التوصل إلى هذا الاجراء بعد الاستخدام الخارج عن الموصى به للصقات الفينتانيل المصنعة للاستخدام البشري لعلاج ألم السرطان المزمن. في 2012 تم إصدار محلول عالي التركيز (50 ملغ/مل) للاستخدام عبر الأدمة تحت الاسم التجاري Recuvyra وللكلاب فقط. ومصادق عليه من قبل إدارة الغذاء والدواء للكلاب فقط لتقديم تسكين لمدة أربعة أيام بعد استخدامه لمرة واحدة قبل العملية الجراحية. هذا الدواء ليس مصادق عليه للاستخدام في جرعات متكررة أو للاستخدام لأجناس أخرى من الكائنات. الدواء مصادق عليه في أوروبا أيضا.

## الأعراض الجانبية
أكثر من 10% من المرضى يعانون من الإسهال والغثيان والإمساك وجفاف الفم والنعاس والارتباك والهزل والتعرق وباحتمالية أقل (من 3% إلى 10%) يعانون من الصداع وآلام البطن إضافة إلى التعب وفقدان الشهية وانخفاض الوزن والدوخة والعصبية والهلوسة والقلق والاكتئاب وأعراض الزكام وعسر الهضم وصعوبة التنفس (قصر الأنفاس) ونقص التهوية وانقطاع التنفس واحتباس البول. كما ارتبط استخدام الفينتانيل بالحبسة.
بالرغم من كونه مسكنا أكثر فاعلية إلا أن الفينتالين يسبب الغثيان بصورة أقل كما هو الحال بالنسبة للحكة المسببة بالهيستامين مقارنة بالمورفين.
قد يتسبب الفنتانيل بتثبيط التنفس لمدة أطول من المسكنات الأفيونية الأخرى. في 2006 بدأت إدارة الغذاء والدواء الأمريكية بالتحري عن بعض حالات الوفاة بسبب الضيق التنفسي. ولكن الأطباء في المملكة المتحدة لم يجر تحذيرهم من أخطار الفينتانيل حتى سبتمبر 2008. وفي أبريل عام 2012 قامت إدارة الغذاء والدواء بتسجيل عدة حالات في الأطفال الذين ماتوا أو أصبحوا في حالة حرجة نتيجة التعرض غير المقصود للصقات الفينتانيل الجلدية.
بالرغم من أن السبب الواضح في توقف التنفس المفاجئ غير واضح إلى الآن إلا أن هناك عدة نظريات تفسره:
- احتباس ثاني اكسيد الكربون يؤدي إلى تمدد الأوعية في الجلد (إرسال المزيد من الفينتانيل) مع الحماض الذي يؤدي إلى انقاص ارتباط الفينتانيل ببروتينات الدم وإرسال المزيد والمزيد منه حرا.
- تقليل التأثير المهدئ وفقدان الإنذارات الأولية لمؤشرات السمية بالمورفين مما يؤدي إلى وصول الدواء إلى مستوى مرتفع في الدم دون ظهور أعراض لذلك الارتفاع وبالتالي من الممكن أن يصل المريض إلى حالة توقف التنفس دون سابق إنذار.
- إشباع النسيج الدهني في الجسد «أماكن تخزين الفينتانيل» أو تحطم الدهون بكميات كبيرة نتيجة لمرض مثل السرطان والدنف الناتج عن القلب أو العدوى مما يؤدي إلى تحرير كميات ضخمة من الفينتانيل إلى الدم.

للفينتانيل منسب علاجي يساوي 270.

## التخزين والتخلص
فينتانيل هو واحد من الأدوية القليلة التي من الممكن أن تكون مضرة بشدة وفي بعض الحالات قاتلة وبجرعة واحدة فقط إذا تم استخدامه من قبل شخص غير ذلك الذي وصف لأجله. يجب حفظ جميع أدوية فينتانيل في مكان آمن كخزانة مغلقة بعيدا عن نظر وأيدي الأطفال.
عندما لا يمكن التخلص منها من خلال نظام استرجاع الأدوية ينصح بالتخلص منها في مياه الصرف الصحي لأنها الطريقة الأسرع والأكثر تأكيدا للتخلص من هذه الأدوية قوية الفاعلية خارج المنزل حتى لا تؤذي الأطفال والحيوانات الأليفة وللأشخاص الذين لا يفترض بهم استخدامها.
يجب التخلص من لصقات فينتانيل عن طريق الصرف الصحي عبر المرحاض حالما يتم إزالتها عن الجسم واللصقات غير المستعملة كذلك يتم التخلص منها بنفس الطريقة عندما لا يعود المريض بحاجة إليها. توجد تعليمات الاستخدام بمعلومات كاملة عن طريقة الاستخدام والإلصاق والتخلص من الفينتانيل بشكل اللصقات على الموقع الإلكتروني لإدارة الغذاء والدواء.

## الجرعات الزائدة والوفيات
في يوليو 2014 قامت وكالة الأدوية ومنتجات العناية الصحية (MHRA) بإصدار تحذيرات حول الأذى المهدد للحياة والذي قد يتسبب به التعرض غير المقصود للصقات الفينتانيل وخاصة للأطفال. ونصحت أيضا بلفها بجعل الجزء اللاصق بمواجهة الداخل قبل التخلص منها. يجب حفظ اللصقات بعيدا عن متناول الأطفال. إذ يعد الأطفال الأكثر عرضة لأخطار الجرعة الزائدة من فينتانيل.

## المضاهئات
تشمل مضاهيات فينتانيل البنيوية:
- ألفينتانيل (بالاسم التجاري ألفينتا (Alfenta فعال لمدة قصيرة جدا (5- 10 دقائق) كمسكن.
- سافينتانيل (بالاسم التجاري سافينتا Sufenta) مسكن قوي (أقوى بخمس إلى عشر مرات من الفينتانيل) للاستخدام في عمليات جراحية معينة وللجراحات لدى المرضى الذين لديهم اعتماد أو تحمل عال للأفيونات. له حب ارتباط عال لدرجة أنه نظريا قادر على كسر التثبيط بفعل الببرينورفاين buprenorphine فيخفف الألم للمرضى بعد الصدمة الحادة والذين يأخذون جرعات عالية من الببرينورفاين.
- راميفينتانيل (بالاسم التجاري ألتيفا Ultiva) حاليا هو الأفيون الأقصر في مدة الفعالية ولديه ميزة التوقف السريع حتى بعد الإعطاء التسريبي لوقت طويل.
- كارفينتانيل (بالاسم التجاري وايلدنيل Wildnil) ولديه قوة تسكينية تفوق المورفين ب 10,000 ضعف ويستخدم في الطب البيطري لشل حركة الحيوانات الكبيرة مثل الفيلة.
- لوفينتانيل وهو مضاه للفينتانيل بقوة أعلى بقليل من قوة الكارفينتانيل.
- 3- مثيل فينتانيل (يعتبر المكمل الفعال ل كولوكول-1 (Kolokol-1) وهو سلاح كيميائي).
- 3- مثيل ثيو فنتانيل
- أستيل- ألفا- مثيل فينتانيل
- ألفا- مثيل فينتانيل
- ألفا- مثيل ثيو فينتانيل
- بيتا- هيدروكسي -3- مثيل فينتانيل
- بيتا- هيدروكي فينتانيل
- رو- فلورورو فينتانيل
- ثيو فينتانيل
- أستيل فينتانيل
- بيوتير فينتانيل
- فيورانيل- فينتانيل
- المضاهي المركب من التروبين للفينتانيل والذي يتوفر بنظيرين.
- المضاهي المركب من ال أكريلويل للفينتانيل والذي لديه 2 * القوة/ مدة الفاعلية للفينتانيل الاعتيادي (عالم مصري).

## آلية العمل
يعطي الفينتانيل بعض التأثيرات النموذجية للأفيونات الأخرى عبر مضاهاته في مستقبلات الأفيونات. وقوته العالية مقارنة بقوة المورفين مرتبطة بحبه للدهون حسب ربط مير- أوفرتون Meyer-Overton. ولهذا السبب فلديها القدرة الأعلى على اختراق الجهاز العصبي المركزي.

## التاريخ
تم تكوين فينتانيل للمرة الأولى بفعل بول جانسين تحت علامته التجارية الجديدة نسبيا Janssen Pharmaceutica في عام 1959. في الستينيات تم تقديم فينتانيل كمخدر وريدي تحت الاسم التجاري سابليميز Sublimaze. في منتصف التسعينيات قامت شركة جانسين بتطوير لصقات ديوراجسيك Duragesic وإدخالها إلى التجارب الإكلينيكية. وهي عبارة عن تركيب من الجل الكحولي الخامل مرتبطة بجرعات مختارة من الفينتانيل والتي تستخدم لتوفير إعطاء ثابت للأفيون لمدة 48 إلى 72 ساعة. بعد العديد من التجارب الإكلنيكية الناجحة تم إدخال لصقات الفينتانيل ديوراجسيك إلى الممارسة الطبية.
بعيد إصدار اللصقات تم إصدار مصاصات منكهة من سترات الفينتانيل fentanyl citrate مخلوطة مع مواد تعبئة خاملة وتم إصدرها تحت الاسم التجاري آكتيك Actiq مما جعلها أول تحضير صيدلاني سريع المفعول للاستعمال في الألم المزمن الاختراقي. حديثا تم تطوير الفينتانيل كقرص فوار للامتصاص الشدقي مثل مصاصة الآكتيك، تم إتباعه بجهاز بخاخ شدقي للفاعلية السريعة في التسكين وغيرها من طرق الإعطاء التي يجري تطويرها حاليا.
أحد منتجات الفينتانيل والذي تمت المصادقة عليه من قبل إدارة الغذاء والدواء الأمريكية للتحكم بالألم الاختراقي لمرضى السرطان يدعى أونسولس Onsolis. يستخدم نظام توصيل دوائي يسمى BEMA (فلم فينتانيل الشدقي القابل للذوبان) على قرص صغير يوضع في الفم. على عكس معظم منتجات الفينتانيل لا يمكن إساءة استخدام هذا الدواء عبر التطحن والاستنشاق.
للفينتانيل الرقم 9801 في US DEA ACSCN وكوتا تصنيع سنوية في 2013 تساوي 2108.75 كيلو ولم يتم تغييرها عن السنة السابقة.

## الاستخدام الترفيهي
ظهر أول استخدام غير مشروع للفينتانيل ومضاهئاته في منتصف السبعينيات واستمر إلى الآن. تصنف السلطات الأمريكية الفينتانيل كمخدر وكأفيون. اليوم يتم إنتاج أكثر من 12 مضاه مختلف للفينتانيل بشكل سري وتوصف بأنها «الحركة المرورية» للأدوية في أمريكا. الآثار البيولوجية لمضاهيات الفينتانيل مشابهة لتلك في الهيروين باستثناء أن العديد من المستخدمين أخبروا عن وجود شمق أقل وتأثير مهدئ ومسكن أكبر.
يمكن أن تكون مضاهيات الفينتانيل أقوى بمئات المرات من هيروين الشارع وتميل لإعطاء تأثير تثبيطي على التنفس بصورة أكبر مما يجعلها أكثر خطرا على مستخدميها من الهيروين. يتم استخدام الفينتانيل فمويا أو بالتدخين أو بالاستنشاق أو بالحقن. بعض الأحيان يتم بيع الفينتانيل على أنه هيروين مما يؤدي عادة إلى جرعات زائدة. العديد من الجرعات الزائدة للفينتانيل تصنف في البداية على أنها جرعات هيروين زائدة. في استونيا وبسبب الاستعمال الترفيهي المتكرر له يعد الفينتانيل سبب لوفاة عدد أكبر عبر البلاد من حوادث السير.
يتم بيع الفينتانيل في السوق السوداء عادة على شكل لصقات فينتانيل عبر الأدمية مثل ديواجسيك مستخرجة من المواد الطبية المشروعة. قد يتم تقطيع اللصقات وأكلها أو يتم تدخين الجل من داخل اللصقة.
أحد الأشكال الصيدلانية الأخرى للفينتانيل والتي ظهرت في الشارع هو مصاصات الآكتيك فينتانيل والتي تباع تحت الاسم بيركو بوب بلغة الشارع. السعر في الصيدليات يتراوح بين 15 إلى 50 دولارا أمريكيا للوحدة الواحدة (حسب الجرعة في المصاص) وفي السوق السوداء يكلف ما بين ال20 دولارا إلى 80 دولار أمريكي للوحدة الواحدة حسب الجرعة.
الاستخدام غير الطبي للفينتانيل من قبل أشخاص لا يعانون من التحمل للأفيون قد يكون خطيرا جدا وأدى إلى العديد من الوفيات. حتى الأشخاص الذين لديهم احتمال للأفيونات هم في خطر شديد من الجرعات الزائدة. متى أصبح الفينتانيل داخل جسم المستخدم فإنه من الصعب جدا إيقاف دورته بسبب طبيعة امتصاصه. ظهر مسحوق الفينتانيل المصنع بصورة غير شرعية أيضا في السوق الأمريكية. وبسبب القوة العالية جدا لمسحوق الفينتانيل النقي فمن الصعب جدا تخفيفه بشكل صحيح وعادة ما يكون الخليط الناتج أقوى بكثير مما يجب وبالتالي خطير جدا.
بعض باعة الهيروين يقومون بخلط مسحوق الفينتانيل مع الهيروين لزيادة القوة أو لتعويض رداءة نوعية الهيروين. في عام 2006 تسبب الفينتانيل المصنع بصورة غير قانونية وغير صيدلانية والذي يخلط عادة مع الكوكايين أو الهيروين تسبب بزيادة اختراقية في عدد الوفيات بجرعة زائدة في الولايات المتحدة وبتركيز أعلى في المدن دايتون (أوهايو)، شيكاغو، ديترويت وفيلاديلفيا  بالإضافة إلى بالتيمور، بتسبيرغ، ست لويس، ميلواوكي وكامدين (نيو جيرسي). وليتيل روك ودالاس  تأثرا كذلك. الخليط من فينتانيل والهيروين معروف بال«السحر» أو «القنبلة» وأسماء أخرى بلغة الشارع.
تم ضبط العديد من الكميات الكبيرة من الفينتانيل المصنوع بصورة غير شرعية من قبل وكالات تطبيق القانون الأمريكية. في يونيو 2006 تم ضبط 945 غراما من مسحوق الفينتانيل بنقاوة 83% من قبل حرس الحدود في كاليفورنيا داخل شاحنة عبرت من المكسيك. تعد المكسيك مصدر معظم الفينتانيل غير المشروع المتوافر للبيع في الولايات المتحدة. على الرغم من هذا فقد اكتشاف مختبر لتصنيع الفينتانيل من قبل قوات حفظ النظام في أزوسا كاليفورنيا. كان هذا المختبر مصدرا لأقراص أوكسيكوتين OxyContinالمزورة بجرعة 80 ملغ وكانت تحتوي على فينتانيل بدلا من أوكسيكودون وكذلك كميات من الفينتانيل الخام ومخدرات أخرى.
الفينتانيل بشكل «بياض الصين» يطلق على عدد من المضاهيات المكونة بصورة غير مشروعة خاصة ألفا- مثيل فينتانيل AMF. هذا الجزء من وثيقة العدل يضع «بياض الصين» كاسم مناظر لعدد من مضاهيات الفينتانيل بما فيها ال 3- مثيل فينتانيل وألفا- مثيل فينتانيل. والتي تصنف حاليا كأدوية من الجدول I في الولايات المتحدة. جزء من التشجيع باتجاه ال AMF هو أنه بالرغم من الصعوبة البالغة في عملية التصنيع فإن الدواء الناتج أكثر مقاومة للتكسر بفعل الأيض. مما يؤدي إلى مدة فاعلية أطول.
في يوليو 2013 أصدر مركز التحكم بالأمراض ومنعها الأمريكي CDC نصائح صحية  لأقسام الطوارئ متعلقة ب14 حالة وفاة من جراء الجرعات الزائدة من المخدرات الوريدية في رود آيلند مرتبطة ب أستيل فينتانيل وهو مضاه للفينتانيل من الأفيونات الصناعية خارج عن الوصفات الطبية.
منذ 2015 لوحظ انتشار واسع للجرعات الزائدة من الفينتانيل في كندا. تشكك السلطات بأن الدواء قد وصل من آسيا إلى الساحل الغربي من خلال جماعات جرائم منظمة على شكل مسحوق ويتم ضغطها داخل أقراص أوكسيكونتين مزيفة. وجدت آثار للفينتانيل أيضا في أدوية ترفيهية أخرى ما يشمل الكوكايين و MDMA والهيروين. الدواء كان مرتبطا بالعديد من الوفيات في كل طبقة اجتماعية من المشردين إلى المحترفين اليافعين ما يشمل العديد من المراهقين والآباء الصغار بالسن. بسبب ارتفاع الوفيات عبر البلاد، الصحة الكندية تضع تأكيدا على معاينة وجود وصفة طبية ل نالوكسون كجهد لتقليل ومنع الجرعات الزائدة من الدواء.

## الاستخدام العسكري
مسكن يستخدم الجيش الدنماركي عصاة الفينتانيل في العمليات العسكرية كمسكن للألم. يظهر وثائقي الحرب Armadillo (2010) مقابلة مع مسعف دينماركي وتحدث عن استخدام الفينتانيل للجنود بجراح خطيرة في أفغانستان.[بحاجه للتدقيق]
عامل إضعاف استخدمت قوات الأمن الروسية Group Alpha غازا من الفينتانيل لإضعاف الناس بسرعة في موسكو ثيتر. تمت إزالة التلوث ولكن 130 من 850 رهينة توفوا بسبب الغاز. أغلب الوفيات كانت بسبب عدم وجود التدخل الطبي المناسب وكون الرهائن الغائبين عن الوعي تركوا ليختنقوا (بدلا من وضعهم في وضعية الشفاء الإسعافية).

## الإستعمالات الطبية
يستخدم العلاج في:
مسكن للألم ومخدر

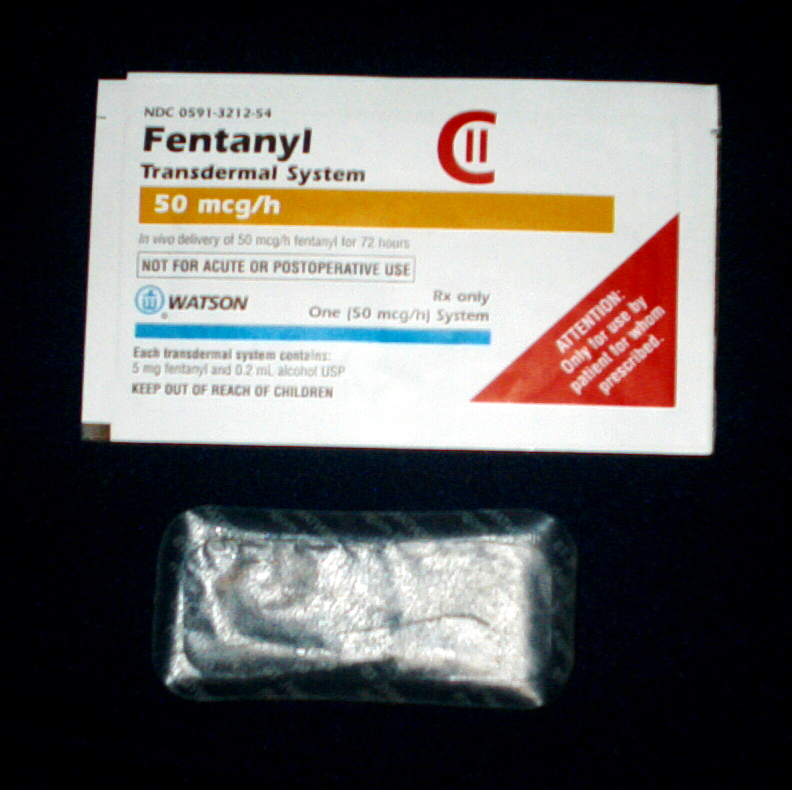
Fentanyl Transdermal System patch (50 µg/h).

كعلاج مساعد في التخدير السابق للعمليات الجراحية المختلفة